# Пагоза-Спрінгс (Колорадо)
Пагоза-Спрінгс (англ. Pagosa Springs) — місто (англ. town) в США, в окрузі Арчулета штату Колорадо. Населення — 1571 особа (2020).

## Географія
Пагоза-Спрінгс розташована за координатами 37°15′40″ пн. ш. 107°0′20″ зх. д. / 37.26111° пн. ш. 107.00556° зх. д. (37.261164, -107.005674).  За даними Бюро перепису населення США в 2010 році місто мало площу 12,64 км², з яких 12,57 км² — суходіл та 0,07 км² — водойми.

### Клімат
| Клімат : Пагоза-Спрінгс | Клімат : Пагоза-Спрінгс | Клімат : Пагоза-Спрінгс | Клімат : Пагоза-Спрінгс | Клімат : Пагоза-Спрінгс | Клімат : Пагоза-Спрінгс | Клімат : Пагоза-Спрінгс | Клімат : Пагоза-Спрінгс | Клімат : Пагоза-Спрінгс | Клімат : Пагоза-Спрінгс | Клімат : Пагоза-Спрінгс | Клімат : Пагоза-Спрінгс | Клімат : Пагоза-Спрінгс | Клімат : Пагоза-Спрінгс |
| Показник                | Січ.                    | Лют.                    | Бер.                    | Квіт.                   | Трав.                   | Черв.                   | Лип.                    | Серп.                   | Вер.                    | Жовт.                   | Лист.                   | Груд.                   | Рік                     |
| Середній максимум, °C   | 3,3                     | 5,9                     | 9,6                     | 15,1                    | 20,2                    | 25,7                    | 28,4                    | 27,1                    | 23,5                    | 17,6                    | 9,8                     | 4,2                     | 15,9                    |
| Середній мінімум, °C    | −17                     | −13,9                   | −8,9                    | −4,5                    | −1                      | 2,4                     | 7,3                     | 7,0                     | 2,6                     | −3,2                    | −9,2                    | −15                     | −4,4                    |
| Норма опадів, мм        | 50                      | 36                      | 41                      | 35                      | 30                      | 24                      | 48                      | 64                      | 47                      | 58                      | 35                      | 45                      | 514                     |
| ----------------------- | ----------------------- | ----------------------- | ----------------------- | ----------------------- | ----------------------- | ----------------------- | ----------------------- | ----------------------- | ----------------------- | ----------------------- | ----------------------- | ----------------------- | ----------------------- |

## Демографія
Згідно з переписом 2010 року, у місті мешкало 1727 осіб у 716 домогосподарствах у складі 443 родин. Густота населення становила 137 осіб/км².  Було 945 помешкань (75/км²).
Расовий склад населення:
| - 70,6 % — білих - 2,6 % — корінних американців - 0,7 % — чорних або афроамериканців - 0,3 % — азіатів - 0,1 % — вихідців з тихоокеанських островів - 21,3 % — осіб інших рас |

До двох чи більше рас належало 4,4 %. Частка іспаномовних становила 41,3 % від усіх жителів.
За віковим діапазоном населення розподілялося таким чином: 23,0 % — особи молодші 18 років, 60,7 % — особи у віці 18—64 років, 16,3 % — особи у віці 65 років та старші. Медіана віку мешканця становила 40,3 року. На 100 осіб жіночої статі у місті припадало 94,7 чоловіків;  на 100 жінок у віці від 18 років та старших — 95,0 чоловіків також старших 18 років.
Середній дохід на одне домашнє господарство  становив 44 557 доларів США (медіана — 32 063), а середній дохід на одну сім'ю — 44 375 доларів (медіана — 35 972). Медіана доходів становила 27 391 долар для чоловіків та 28 802 долари для жінок. За межею бідності перебувало 21,6 % осіб, у тому числі 38,0 % дітей у віці до 18 років та 2,5 % осіб у віці 65 років та старших.
Цивільне працевлаштоване населення становило 837 осіб. Основні галузі зайнятості: освіта, охорона здоров'я та соціальна допомога — 19,5 %, будівництво — 18,5 %, роздрібна торгівля — 12,4 %, мистецтво, розваги та відпочинок — 10,5 %.